# Kenji Misumi
Kenji Misumi (三隅 研次, Misumi Kenji) (2 de març de 1921 - 24 de setembre de 1975) va ser un director de cinema japonès. Va crear sèries de pel·lícules com Lone Wolf and Cub i la pel·lícula inicial de la llarga sèrie Zatoichi, i també va dirigir Kamisori Hanzō: Sword of Justice, protagonitzada per Shintaro Katsu. He died at age 54.
El 2012, la seva pel·lícula de 1973 Sakura no Daimon va ser votada per Makoto Shinozaki al BFI The Top 50 Greatest Films of All Time.

## Biografia
Kenji Misumi va néixer el 2 de març de 1921. El seu pare era un empresari de Kobe Fukujiro Misumi i la seva mare era una geisha de Kyoto que es deia Shizu. Els pares no estaven en una relació formal i cap d’ells volia tenir cura de Kenji. Això va fer que fos cuidat per la seva tia Shika amb Fukujiro donant-li suport econòmic. Això va fer que Kenji Misumi es matriculés més tard a l'escola de negocis Ritsumeikan. Kenji estava més interessat en el cinema, concretament pel·lícules de chanbara amb actors com Tsumasaburo Bando i Denjiro Okochi, cosa que el va portar a dir al seu pare que ell volia dedicar-se a les arts i treballar al cinema. Això va fer que el seu pare tallés el seu subsidi i va tallar els seus últims vincles junts.
Misumi va continuar els seus estudis a Ritsumeikan i va començar a treballar al restaurant de la seva tia. Mentre hi treballava va iniciar una conversa sobre cinema amb el novel·lista i dramaturg Kan Kikuchi que li va facilitar la informació de contacte amb Nikkatsu Studios. Dos anys després, Misumi va anar al seu contacte a Nikkatsu i va trobar que la persona ja no hi tenia feina. La recomanació de Kikuchi no va ser suficient per fer-lo treballar a Nikkatsu, però li va permetre començar a treballar com a assistent de direcció en pràctiques el 1941. Abans que Misumi comencés a treballar en qualsevol projecte, va ser reclutat per a la Segona Guerra Mundial. Misumi va parlar poc de les seves experiències en temps de guerra. Va ser fet presoner de guerra pels russos i enviat a Sibèria on va romandre durant dos anys i mig. Va ser enviat de tornada al Japó el 1948 on va tornar a entrar a la indústria del cinema.

### Carrera cinematogràfica
La indústria cinematogràfica al Japó havia canviat després de la Segona Guerra Mundial amb Nikkatsu que s'havia absorbit a l'estructura de Daiei on Misumi va buscar feina i va ser contractat com a ajudant de direcció. Misumi va treballar en dues pel·lícules per al director Kozaburo Yoshimura, Genji monogatari i Nishijin no shimai. Misumi va passar el seu temps lliure durant aquest període veient altres directors a la feina i veient pel·lícules. Va començar una amistat amb el director Teinosuke Kinugasa, ajudant-lo en les seves pel·lícules Daibutsu kaigen i Jigokumon, que va fer que Kinugasa demanés personalment al cap de Daiei Masaichi Nagata que promocionés Misumi a un lloc de director. Misumi va ser promocionat amb la seva primera pel·lícula Tange Sazen: Kokezaru no tsubo, una tercera pel·lícula d'una trilogia sobre un samurai amb un sol braç i un sol ull interpretat per Okochi. La pel·lícula va tenir molt d'èxit i va ser la segona pel·lícula més taquillera a nivell nacional al Japó aquell any. Misumi va seguir amb més pel·lícules de chanbara, amb una mitjana d'unes quatre pel·lícules per any.
Les pel·lícules de Misumi han tingut un èxit continuat a la taquilla del Japó, cosa que el va portar a dirigir més llargmetratges sovint amb el mateix equip. El grup incloïa l'assistent de direcció Toshinori Tomoeda, el director de fotografia Chishi Makirua, l'editor Kanji Suganuma i el dissenyador de producció Akira Naito. Misumi es va mantenir lleial amb Daiei al principi de la seva carrera ins i tot rebutjant una oferta per treballar per a Toei. Un dels projectes de Misumi es va convertir en la primera pel·lícula de 70 mm del Japó amb Buddha, la pel·lícula va ser una pel·lícula molt cara que es va convertir en la pel·lícula més taquillera aquell any al Japó el 1961. Nagata va oferir a Misumi dirigir pel·lícules més prestigioses per a Daiei, però Misumi va continuar treballant en pel·lícules de chanbara, inclosa la direcció de la primera entrada a la sèrie de pel·lícules Zatoichi amb Zatōichi Monogatari estrenada el 1962. Misumi dirigiria diverses pel·lícules de chanbara als anys seixanta, incloses pel·lícules del chanbara de la sèrie 'Zatoichi'.
Misumi va ser alliberat del seu contracte amb Daiei el 1971 quan l'estudi va tancar la producció de pel·lícules. Misumi ja havia fet Zatōichi abarehimaturi l'any anterior per a Katsu Productions i va fer el seu debut a la televisió amb la sèrie Tenno no seiki el 1971, després de la primera entrada a la sèrie Kozure Ōkami amb Kozure Ōkami: Kowokashi udekashi tsukamatsuru de nou per a Katsu.
Després de dirigir tres pel·lícules a la sèrie Kozure Ōkami, Misumi va començar a treballar per a Katsu Productions a la sèrie Kamisori Hanzō. Després del treball en el sèrie de televisió jidaigeki Sèrie Hissatsu l'any 1973 (Misumi va dirigir 19 episodis a la "Sèrie Hisssatsu".), Misumi va començar a treballar a Ōkami yo Rakujitsu o Kire per a Shochiku.Seria la seva darrera pel·lícula com Misumi va morir d'insuficiència hepàtica el 24 de setembre de 1975.

## Filmografia seleccionada
| Any  | Títol                                         | Acreditat com | Acreditat com | Notes                 | Ref(s)               |
| Any  | Títol                                         | Director      | Altres        | Notes                 | Ref(s)               |
| ---- | --------------------------------------------- | ------------- | ------------- | --------------------- | -------------------- |
| 1952 | Daibutsu kaigen                               |               | Sí            | Assistent de director | [ 6 ] [ 13 ]         |
| 1953 | Jigokumon                                     |               | Sí            | Assistent de director | [ 14 ]               |
| 1959 | Yotsuya kaidan                                | Sí            |               |                       | [ 15 ]               |
| 1960 | Daibosatsu Tōge                               | Sí            |               |                       | [ 16 ]               |
| 1960 | Daibosatsu Tōge II                            | Sí            |               |                       | [ 16 ]               |
| 1961 | Daibosatsu Tōge III                           | Sí            |               |                       | [ 16 ]               |
| 1961 | Buddha                                        | Sí            |               |                       | [ 17 ] [ 18 ] [ 19 ] |
| 1962 | ''Zatōichi Monogatari''                       | Sí            |               |                       | [ 20 ] [ 21 ]        |
| 1964 | Zatōichi kesshō-tabi                          | Sí            |               |                       | [ 22 ] [ 23 ]        |
| 1965 | Zatōichi jigoku-tabi                          | Sí            |               |                       | [ 24 ]               |
| 1966 | ''Daimajin''                                  | Sí            |               |                       | [ 25 ] [ 26 ]        |
| 1967 | Zatōichi chikemurikaidō                       | Sí            |               |                       | [ 27 ]               |
| 1968 | Zatôichi kenka-daiko                          | Sí            |               |                       | [ 28 ] [ 29 ]        |
| 1969 | Oni no sumu yakata                            | Sí            |               |                       | [ 30 ]               |
| 1970 | Zatōichi abarehimaturi                        | Sí            |               |                       | [ 29 ]               |
| 1972 | Kozure Ōkami: Kowokashi udekashi tsukamatsuru | Sí            |               |                       | [ 31 ]               |
| 1972 | Kozure Ōkami: Sanzu no kawa no ubaguruma      | Sí            |               |                       | [ 32 ]               |
| 1972 | Kozure Ōkami: Shinikazeni mukau ubaguruma     | Sí            |               |                       | [ 33 ]               |
| 1972 | Kamisori Hanzō                                | Sí            |               |                       | [ 34 ]               |
| 1973 | Sakura no daimon                              | Sí            |               |                       | [ 35 ]               |
| 1973 | Kozure Ōkami: Meifu Madō                      | Sí            |               |                       | [ 36 ]               |
| 1974 | Ōkami yo Rakujitsu o Kire                     | Sí            |               |                       | [ 37 ]               |

### Televisió
| Programa                | Data d’estrena | Canal                          | Episodi    | Notes                  | Ref(s) |
| ----------------------- | -------------- | ------------------------------ | ---------- | ---------------------- | ------ |
| Hissatsu Shiokiya Kagyō | 1975           | Asahi Broadcasting Corporation | Episodi 13 | Darrera obra de Misumi | [ 11 ] |

## Font
- Bakker, Freek L. The Challenge of the Silver Screen: An Analysis of the Cinematic Portraits of Jesus, Rama, Buddha and Muhammad, 2009. ISBN 978-9004194045.
- Galbraith IV, Stuart. The Japanese Filmography: 1900 through 1994.  McFarland, 1996. ISBN 0786400323.
- Galbraith IV, Stuart. The Toho Studios Story: A History and Complete Filmography.  Scarecrow Press, 2008. ISBN 978-1461673743.
- Palmer, Bill; Palmer, Karen; Meyers, Richard. The Encyclopedia of Martial Arts Movies.  Scarecrow Press, 1995. ISBN 9780810830271.
- Mes, Tom. Father, Son, Sword: The Lone Wolf and Cub Saga.  Arrow Books, 2018. ISBN 9780993306099.